# Tour du Haut-Var 2019
Le Tour du Haut-Var 2019 est la 51e édition de cette course cycliste sur route masculine. Il a lieu du 22 au 24 février 2019 dans le département du Var, dans le sud de la France, et fait partie du calendrier UCI Europe Tour 2019 en catégorie 2.1. 

## Présentation

### Équipes
Classé en catégorie 2.1 de l'UCI Europe Tour, le Tour du Haut-Var est par conséquent ouvert aux WorldTeams dans la limite de 50 % des équipes participantes, aux équipes continentales professionnelles, aux équipes continentales et aux équipes nationales.
18 équipes participent à ce Tour du Haut-Var - 4 WorldTeams, 11 équipes continentales professionnelles, et 3 équipes continentales :
| WorldTeams (4)- AG2R La Mondiale - Groupama-FDJ - Trek-Segafredo - EF Education First Équipes continentales professionnelles (11)- Arkéa-Samsic - Cofidis, Solutions Crédits - Delko-Marseille Provence - Direct Énergie - Vital Concept-B&B Hotels - Androni Giocattoli-Sidermec - Wallonie Bruxelles - Burgos-BH - Israel Cycling Academy - Riwal Readynez - Euskadi Basque Country-Murias Équipes continentales (3)- Saint Michel-Auber 93 - Natura4Ever-Roubaix Lille Métropole - Sovac |
| |

## Étapes
| Étape     | Date    | Villes étapes                | type                      | Distance (km) | Vainqueur d'étape | Leader du classement général |
| --------- | ------- | ---------------------------- | ------------------------- | ------------- | ----------------- | ---------------------------- |
| 1re étape | 22 fév. | Vence – Mandelieu-la-Napoule | étape de plaine           | 154,5         | Sep Vanmarcke     | Sep Vanmarcke                |
| 2e étape  | 23 fév. | Vidauban – Mons              | étape vallonnée           | 201,4         | Giulio Ciccone    | Giulio Ciccone               |
| 3e étape  | 24 fév. | La Londe – mont Faron        | étape de moyenne montagne | 136           | Thibaut Pinot     | Thibaut Pinot                |

## Déroulement de la course

### 1reétape
| \| Classement de l'étape \| Classement de l'étape \| Classement de l'étape \| Classement de l'étape \| Classement de l'étape \| \| Coureur \| Coureur \| Pays \| Équipe \| Temps \| \| --------------------- \| --------------------- \| --------------------- \| --------------------------- \| --------------------- \| \| 1er \| Sep Vanmarcke \| Belgique \| EF Education First \| 4 h 00 min 22 s \| \| 2e \| Julien El Fares \| France \| Delko Marseille Provence \| + 0 s \| \| 3e \| Giulio Ciccone \| Italie \| Trek-Segafredo \| + 0 s \| \| 4e \| Rudy Molard \| France \| Groupama-FDJ \| + 0 s \| \| 5e \| Alexis Vuillermoz \| France \| AG2R La Mondiale \| + 0 s \| \| 6e \| Lucas Eriksson \| Suède \| Riwal Readynez \| + 0 s \| \| 7e \| Krists Neilands \| Lettonie \| Israel Cycling Academy \| + 0 s \| \| 8e \| Thibaut Pinot \| France \| Groupama-FDJ \| + 0 s \| \| 9e \| Miguel Flórez \| Colombie \| Androni Giocattoli-Sidermec \| + 0 s \| \| 10e \| Dimitri Peyskens \| Belgique \| Wallonie Bruxelles \| + 0 s \| |                   |          |                             |                 |
| |                   |          |                             |                 |
| Source : ProCyclingStats |                   |          |                             |                 |
| Classement de l'étape |                   |          |                             |                 |
| Coureur | Coureur           | Pays     | Équipe                      | Temps           |
| 1er | Sep Vanmarcke     | Belgique | EF Education First          | 4 h 00 min 22 s |
| 2e | Julien El Fares   | France   | Delko Marseille Provence    | + 0 s           |
| 3e | Giulio Ciccone    | Italie   | Trek-Segafredo              | + 0 s           |
| 4e | Rudy Molard       | France   | Groupama-FDJ                | + 0 s           |
| 5e | Alexis Vuillermoz | France   | AG2R La Mondiale            | + 0 s           |
| 6e | Lucas Eriksson    | Suède    | Riwal Readynez              | + 0 s           |
| 7e | Krists Neilands   | Lettonie | Israel Cycling Academy      | + 0 s           |
| 8e | Thibaut Pinot     | France   | Groupama-FDJ                | + 0 s           |
| 9e | Miguel Flórez     | Colombie | Androni Giocattoli-Sidermec | + 0 s           |
| 10e | Dimitri Peyskens  | Belgique | Wallonie Bruxelles          | + 0 s           |

| \| Classement général \| Classement général \| Classement général \| Classement général \| Classement général \| \| Coureur \| Coureur \| Pays \| Équipe \| Temps \| \| ------------------ \| ------------------ \| ------------------ \| --------------------------- \| ------------------ \| \| 1er \| Sep Vanmarcke \| Belgique \| EF Education First \| 4 h 00 min 22 s \| \| 2e \| Julien El Fares \| France \| Delko Marseille Provence \| + 0 s \| \| 3e \| Giulio Ciccone \| Italie \| Trek-Segafredo \| + 0 s \| \| 4e \| Rudy Molard \| France \| Groupama-FDJ \| + 0 s \| \| 5e \| Alexis Vuillermoz \| France \| AG2R La Mondiale \| + 0 s \| \| 6e \| Lucas Eriksson \| Suède \| Riwal Readynez \| + 0 s \| \| 7e \| Krists Neilands \| Lettonie \| Israel Cycling Academy \| + 0 s \| \| 8e \| Thibaut Pinot \| France \| Groupama-FDJ \| + 0 s \| \| 9e \| Miguel Flórez \| Colombie \| Androni Giocattoli-Sidermec \| + 0 s \| \| 10e \| Dimitri Peyskens \| Belgique \| Wallonie Bruxelles \| + 0 s \| |                   |          |                             |                 |
| |                   |          |                             |                 |
| Source : ProCyclingStats |                   |          |                             |                 |
| Classement général |                   |          |                             |                 |
| Coureur | Coureur           | Pays     | Équipe                      | Temps           |
| 1er | Sep Vanmarcke     | Belgique | EF Education First          | 4 h 00 min 22 s |
| 2e | Julien El Fares   | France   | Delko Marseille Provence    | + 0 s           |
| 3e | Giulio Ciccone    | Italie   | Trek-Segafredo              | + 0 s           |
| 4e | Rudy Molard       | France   | Groupama-FDJ                | + 0 s           |
| 5e | Alexis Vuillermoz | France   | AG2R La Mondiale            | + 0 s           |
| 6e | Lucas Eriksson    | Suède    | Riwal Readynez              | + 0 s           |
| 7e | Krists Neilands   | Lettonie | Israel Cycling Academy      | + 0 s           |
| 8e | Thibaut Pinot     | France   | Groupama-FDJ                | + 0 s           |
| 9e | Miguel Flórez     | Colombie | Androni Giocattoli-Sidermec | + 0 s           |
| 10e | Dimitri Peyskens  | Belgique | Wallonie Bruxelles          | + 0 s           |

### 2eétape
| \| Classement de l'étape \| Classement de l'étape \| Classement de l'étape \| Classement de l'étape \| Classement de l'étape \| \| Coureur \| Coureur \| Pays \| Équipe \| Temps \| \| --------------------- \| --------------------- \| --------------------- \| -------------------------- \| --------------------- \| \| 1er \| Giulio Ciccone \| Italie \| Trek-Segafredo \| 5 h 19 min 30 s \| \| 2e \| Thibaut Pinot \| France \| Groupama-FDJ \| + 0 s \| \| 3e \| Romain Bardet \| France \| AG2R La Mondiale \| + 0 s \| \| 4e \| Lilian Calmejane \| France \| Direct Énergie \| + 0 s \| \| 5e \| Alexis Vuillermoz \| France \| AG2R La Mondiale \| + 0 s \| \| 6e \| Julien El Fares \| France \| Delko Marseille Provence \| + 0 s \| \| 7e \| Nicolas Edet \| France \| Cofidis, Solutions Crédits \| + 0 s \| \| 8e \| Hugh Carthy \| Royaume-Uni \| EF Education First \| + 0 s \| \| 9e \| Kilian Frankiny \| Suisse \| Groupama-FDJ \| + 0 s \| \| 10e \| Romain Combaud \| France \| Delko Marseille Provence \| + 10 s \| |                   |             |                            |                 |
| |                   |             |                            |                 |
| Source : ProCyclingStats |                   |             |                            |                 |
| Classement de l'étape |                   |             |                            |                 |
| Coureur | Coureur           | Pays        | Équipe                     | Temps           |
| 1er | Giulio Ciccone    | Italie      | Trek-Segafredo             | 5 h 19 min 30 s |
| 2e | Thibaut Pinot     | France      | Groupama-FDJ               | + 0 s           |
| 3e | Romain Bardet     | France      | AG2R La Mondiale           | + 0 s           |
| 4e | Lilian Calmejane  | France      | Direct Énergie             | + 0 s           |
| 5e | Alexis Vuillermoz | France      | AG2R La Mondiale           | + 0 s           |
| 6e | Julien El Fares   | France      | Delko Marseille Provence   | + 0 s           |
| 7e | Nicolas Edet      | France      | Cofidis, Solutions Crédits | + 0 s           |
| 8e | Hugh Carthy       | Royaume-Uni | EF Education First         | + 0 s           |
| 9e | Kilian Frankiny   | Suisse      | Groupama-FDJ               | + 0 s           |
| 10e | Romain Combaud    | France      | Delko Marseille Provence   | + 10 s          |

| \| Classement général \| Classement général \| Classement général \| Classement général \| Classement général \| \| Coureur \| Coureur \| Pays \| Équipe \| Temps \| \| ------------------ \| ------------------ \| ------------------ \| -------------------------- \| ------------------ \| \| 1er \| Giulio Ciccone \| Italie \| Trek-Segafredo \| 9 h 19 min 52 s \| \| 2e \| Julien El Fares \| France \| Delko Marseille Provence \| + 0 s \| \| 3e \| Thibaut Pinot \| France \| Groupama-FDJ \| + 0 s \| \| 4e \| Alexis Vuillermoz \| France \| AG2R La Mondiale \| + 0 s \| \| 5e \| Romain Bardet \| France \| AG2R La Mondiale \| + 0 s \| \| 6e \| Nicolas Edet \| France \| Cofidis, Solutions Crédits \| + 0 s \| \| 7e \| Hugh Carthy \| Royaume-Uni \| EF Education First \| + 0 s \| \| 8e \| Rudy Molard \| France \| Groupama-FDJ \| + 10 s \| \| 9e \| Kilian Frankiny \| Suisse \| Groupama-FDJ \| + 14 s \| \| 10e \| Mathias Le Turnier \| France \| Cofidis, Solutions Crédits \| + 45 s \| |                    |             |                            |                 |
| |                    |             |                            |                 |
| Source : ProCyclingStats |                    |             |                            |                 |
| Classement général |                    |             |                            |                 |
| Coureur | Coureur            | Pays        | Équipe                     | Temps           |
| 1er | Giulio Ciccone     | Italie      | Trek-Segafredo             | 9 h 19 min 52 s |
| 2e | Julien El Fares    | France      | Delko Marseille Provence   | + 0 s           |
| 3e | Thibaut Pinot      | France      | Groupama-FDJ               | + 0 s           |
| 4e | Alexis Vuillermoz  | France      | AG2R La Mondiale           | + 0 s           |
| 5e | Romain Bardet      | France      | AG2R La Mondiale           | + 0 s           |
| 6e | Nicolas Edet       | France      | Cofidis, Solutions Crédits | + 0 s           |
| 7e | Hugh Carthy        | Royaume-Uni | EF Education First         | + 0 s           |
| 8e | Rudy Molard        | France      | Groupama-FDJ               | + 10 s          |
| 9e | Kilian Frankiny    | Suisse      | Groupama-FDJ               | + 14 s          |
| 10e | Mathias Le Turnier | France      | Cofidis, Solutions Crédits | + 45 s          |

### 3eétape
| \| Classement de l'étape \| Classement de l'étape \| Classement de l'étape \| Classement de l'étape \| Classement de l'étape \| \| Coureur \| Coureur \| Pays \| Équipe \| Temps \| \| --------------------- \| --------------------- \| --------------------- \| -------------------------- \| --------------------- \| \| 1er \| Thibaut Pinot \| France \| Groupama-FDJ \| 3 h 19 min 52 s \| \| 2e \| Romain Bardet \| France \| AG2R La Mondiale \| + 3 s \| \| 3e \| Hugh Carthy \| Royaume-Uni \| EF Education First \| + 5 s \| \| 4e \| Lilian Calmejane \| France \| Direct Énergie \| + 11 s \| \| 5e \| Alexis Vuillermoz \| France \| AG2R La Mondiale \| + 11 s \| \| 6e \| Kilian Frankiny \| Suisse \| Groupama-FDJ \| + 13 s \| \| 7e \| Nicolas Edet \| France \| Cofidis, Solutions Crédits \| + 13 s \| \| 8e \| Alexandre Geniez \| France \| AG2R La Mondiale \| + 51 s \| \| 9e \| Julien El Fares \| France \| Delko Marseille Provence \| + 51 s \| \| 10e \| Nans Peters \| France \| AG2R La Mondiale \| + 56 s \| |                   |             |                            |                 |
| |                   |             |                            |                 |
| Source : ProCyclingStats |                   |             |                            |                 |
| Classement de l'étape |                   |             |                            |                 |
| Coureur | Coureur           | Pays        | Équipe                     | Temps           |
| 1er | Thibaut Pinot     | France      | Groupama-FDJ               | 3 h 19 min 52 s |
| 2e | Romain Bardet     | France      | AG2R La Mondiale           | + 3 s           |
| 3e | Hugh Carthy       | Royaume-Uni | EF Education First         | + 5 s           |
| 4e | Lilian Calmejane  | France      | Direct Énergie             | + 11 s          |
| 5e | Alexis Vuillermoz | France      | AG2R La Mondiale           | + 11 s          |
| 6e | Kilian Frankiny   | Suisse      | Groupama-FDJ               | + 13 s          |
| 7e | Nicolas Edet      | France      | Cofidis, Solutions Crédits | + 13 s          |
| 8e | Alexandre Geniez  | France      | AG2R La Mondiale           | + 51 s          |
| 9e | Julien El Fares   | France      | Delko Marseille Provence   | + 51 s          |
| 10e | Nans Peters       | France      | AG2R La Mondiale           | + 56 s          |

## Classements finals

### Classement général final
| \| Classement général \| Classement général \| Classement général \| Classement général \| Classement général \| \| Coureur \| Coureur \| Pays \| Équipe \| Temps \| \| ------------------ \| ------------------ \| ------------------ \| -------------------------- \| ------------------ \| \| 1er \| Thibaut Pinot \| France \| Groupama-FDJ \| 12 h 39 min 44 s \| \| 2e \| Romain Bardet \| France \| AG2R La Mondiale \| + 3 s \| \| 3e \| Hugh Carthy \| Royaume-Uni \| EF Education First \| + 5 s \| \| 4e \| Alexis Vuillermoz \| France \| AG2R La Mondiale \| + 11 s \| \| 5e \| Nicolas Edet \| France \| Cofidis, Solutions Crédits \| + 13 s \| \| 6e \| Kilian Frankiny \| Suisse \| Groupama-FDJ \| + 27 s \| \| 7e \| Julien El Fares \| France \| Delko Marseille Provence \| + 51 s \| \| 8e \| Giulio Ciccone \| Italie \| Trek-Segafredo \| + 1 min 14 s \| \| 9e \| Rudy Molard \| France \| Groupama-FDJ \| + 1 min 54 s \| \| 10e \| Mathias Le Turnier \| France \| Cofidis, Solutions Crédits \| + 2 min 10 s \| |                    |             |                            |                  |
| |                    |             |                            |                  |
| Source : ProCyclingStats |                    |             |                            |                  |
| Classement général |                    |             |                            |                  |
| Coureur | Coureur            | Pays        | Équipe                     | Temps            |
| 1er | Thibaut Pinot      | France      | Groupama-FDJ               | 12 h 39 min 44 s |
| 2e | Romain Bardet      | France      | AG2R La Mondiale           | + 3 s            |
| 3e | Hugh Carthy        | Royaume-Uni | EF Education First         | + 5 s            |
| 4e | Alexis Vuillermoz  | France      | AG2R La Mondiale           | + 11 s           |
| 5e | Nicolas Edet       | France      | Cofidis, Solutions Crédits | + 13 s           |
| 6e | Kilian Frankiny    | Suisse      | Groupama-FDJ               | + 27 s           |
| 7e | Julien El Fares    | France      | Delko Marseille Provence   | + 51 s           |
| 8e | Giulio Ciccone     | Italie      | Trek-Segafredo             | + 1 min 14 s     |
| 9e | Rudy Molard        | France      | Groupama-FDJ               | + 1 min 54 s     |
| 10e | Mathias Le Turnier | France      | Cofidis, Solutions Crédits | + 2 min 10 s     |

### Classements annexes
| Classement par points | Classement par points | Classement par points | Classement par points      | Classement par points |
| Coureur               | Coureur               | Pays                  | Équipe                     | Points                |
| --------------------- | --------------------- | --------------------- | -------------------------- | --------------------- |
| 1er                   | Thibaut Pinot         | France                | Groupama-FDJ               | 53 pts                |
| 2e                    | Giulio Ciccone        | Italie                | Trek-Segafredo             | 41 pts                |
| 3e                    | Romain Bardet         | France                | AG2R La Mondiale           | 39 pts                |
| 4e                    | Julien El Fares       | France                | Delko Marseille Provence   | 37 pts                |
| 5e                    | Alexis Vuillermoz     | France                | AG2R La Mondiale           | 36 pts                |
| 6e                    | Lilian Calmejane      | France                | Direct Énergie             | 28 pts                |
| 7e                    | Hugh Carthy           | Royaume-Uni           | EF Education First         | 26 pts                |
| 8e                    | Sep Vanmarcke         | Belgique              | EF Education First         | 25 pts                |
| 9e                    | Nicolas Edet          | France                | Cofidis, Solutions Crédits | 22 pts                |
| 10e                   | Rudy Molard           | France                | Groupama-FDJ               | 19 pts                |

| Classement par points | Classement par points | Classement par points | Classement par points      | Classement par points |
| Coureur               | Coureur               | Pays                  | Équipe                     | Points                |
| --------------------- | --------------------- | --------------------- | -------------------------- | --------------------- |
| 1er                   | Thibaut Pinot         | France                | Groupama-FDJ               | 53 pts                |
| 2e                    | Giulio Ciccone        | Italie                | Trek-Segafredo             | 41 pts                |
| 3e                    | Romain Bardet         | France                | AG2R La Mondiale           | 39 pts                |
| 4e                    | Julien El Fares       | France                | Delko Marseille Provence   | 37 pts                |
| 5e                    | Alexis Vuillermoz     | France                | AG2R La Mondiale           | 36 pts                |
| 6e                    | Lilian Calmejane      | France                | Direct Énergie             | 28 pts                |
| 7e                    | Hugh Carthy           | Royaume-Uni           | EF Education First         | 26 pts                |
| 8e                    | Sep Vanmarcke         | Belgique              | EF Education First         | 25 pts                |
| 9e                    | Nicolas Edet          | France                | Cofidis, Solutions Crédits | 22 pts                |
| 10e                   | Rudy Molard           | France                | Groupama-FDJ               | 19 pts                |

| Classement de la montagne | Classement de la montagne | Classement de la montagne | Classement de la montagne | Classement de la montagne |
| Coureur                   | Coureur                   | Pays                      | Équipe                    | Points                    |
| ------------------------- | ------------------------- | ------------------------- | ------------------------- | ------------------------- |
| 1er                       | Cyril Gautier             | France                    | Vital Concept-B&B Hotels  | 26 pts                    |
| 2e                        | Pierre Rolland            | France                    | Vital Concept-B&B Hotels  | 16 pts                    |
| 3e                        | Hugh Carthy               | Royaume-Uni               | EF Education First        | 14 pts                    |
| 4e                        | Alexis Gougeard           | France                    | AG2R La Mondiale          | 14 pts                    |
| 5e                        | Julien Bernard            | France                    | Trek-Segafredo            | 12 pts                    |
| 6e                        | Romain Bardet             | France                    | AG2R La Mondiale          | 12 pts                    |
| 7e                        | Arthur Vichot             | France                    | Vital Concept-B&B Hotels  | 12 pts                    |
| 8e                        | Thibaut Pinot             | France                    | Groupama-FDJ              | 10 pts                    |
| 9e                        | Giulio Ciccone            | Italie                    | Trek-Segafredo            | 10 pts                    |
| 10e                       | Lilian Calmejane          | France                    | Direct Énergie            | 10 pts                    |

| Classement de la montagne | Classement de la montagne | Classement de la montagne | Classement de la montagne | Classement de la montagne |
| Coureur                   | Coureur                   | Pays                      | Équipe                    | Points                    |
| ------------------------- | ------------------------- | ------------------------- | ------------------------- | ------------------------- |
| 1er                       | Cyril Gautier             | France                    | Vital Concept-B&B Hotels  | 26 pts                    |
| 2e                        | Pierre Rolland            | France                    | Vital Concept-B&B Hotels  | 16 pts                    |
| 3e                        | Hugh Carthy               | Royaume-Uni               | EF Education First        | 14 pts                    |
| 4e                        | Alexis Gougeard           | France                    | AG2R La Mondiale          | 14 pts                    |
| 5e                        | Julien Bernard            | France                    | Trek-Segafredo            | 12 pts                    |
| 6e                        | Romain Bardet             | France                    | AG2R La Mondiale          | 12 pts                    |
| 7e                        | Arthur Vichot             | France                    | Vital Concept-B&B Hotels  | 12 pts                    |
| 8e                        | Thibaut Pinot             | France                    | Groupama-FDJ              | 10 pts                    |
| 9e                        | Giulio Ciccone            | Italie                    | Trek-Segafredo            | 10 pts                    |
| 10e                       | Lilian Calmejane          | France                    | Direct Énergie            | 10 pts                    |

| Classement du meilleur jeune | Classement du meilleur jeune | Classement du meilleur jeune | Classement du meilleur jeune  | Classement du meilleur jeune |
| Coureur                      | Coureur                      | Pays                         | Équipe                        | Temps                        |
| ---------------------------- | ---------------------------- | ---------------------------- | ----------------------------- | ---------------------------- |
| 1er                          | Mathias Le Turnier           | France                       | Cofidis, Solutions Crédits    | 12 h 41 min 54 s             |
| 2e                           | Fernando Barceló             | Espagne                      | Euskadi Basque Country-Murias | + 1 min 46 s                 |
| 3e                           | Lucas Eriksson               | Suède                        | Riwal Readynez                | + 3 min 56 s                 |
| 4e                           | Miguel Flórez                | Colombie                     | Androni Giocattoli-Sidermec   | + 8 min 12 s                 |
| 5e                           | Tom Wirtgen                  | Luxembourg                   | Wallonie Bruxelles            | + 8 min 33 s                 |
| 6e                           | Mathieu Burgaudeau           | France                       | Direct Énergie                | + 14 min 10 s                |
| 7e                           | Kenny Molly                  | Belgique                     | Wallonie Bruxelles            | + 14 min 57 s                |
| 8e                           | Daniel Muñoz                 | Colombie                     | Androni Giocattoli-Sidermec   | + 16 min 30 s                |
| 9e                           | Nicola Conci                 | Italie                       | Trek-Segafredo                | + 23 min 56 s                |
| 10e                          | Jaume Sureda                 | Espagne                      | Burgos-BH                     | + 30 min 25 s                |

| Classement du meilleur jeune | Classement du meilleur jeune | Classement du meilleur jeune | Classement du meilleur jeune  | Classement du meilleur jeune |
| Coureur                      | Coureur                      | Pays                         | Équipe                        | Temps                        |
| ---------------------------- | ---------------------------- | ---------------------------- | ----------------------------- | ---------------------------- |
| 1er                          | Mathias Le Turnier           | France                       | Cofidis, Solutions Crédits    | 12 h 41 min 54 s             |
| 2e                           | Fernando Barceló             | Espagne                      | Euskadi Basque Country-Murias | + 1 min 46 s                 |
| 3e                           | Lucas Eriksson               | Suède                        | Riwal Readynez                | + 3 min 56 s                 |
| 4e                           | Miguel Flórez                | Colombie                     | Androni Giocattoli-Sidermec   | + 8 min 12 s                 |
| 5e                           | Tom Wirtgen                  | Luxembourg                   | Wallonie Bruxelles            | + 8 min 33 s                 |
| 6e                           | Mathieu Burgaudeau           | France                       | Direct Énergie                | + 14 min 10 s                |
| 7e                           | Kenny Molly                  | Belgique                     | Wallonie Bruxelles            | + 14 min 57 s                |
| 8e                           | Daniel Muñoz                 | Colombie                     | Androni Giocattoli-Sidermec   | + 16 min 30 s                |
| 9e                           | Nicola Conci                 | Italie                       | Trek-Segafredo                | + 23 min 56 s                |
| 10e                          | Jaume Sureda                 | Espagne                      | Burgos-BH                     | + 30 min 25 s                |

| Classement par équipes | Classement par équipes      | Classement par équipes | Classement par équipes |
| Équipe                 | Équipe                      | Pays                   | Temps                  |
| ---------------------- | --------------------------- | ---------------------- | ---------------------- |
| 1re                    | Groupama-FDJ                | France                 | 38 h 01 min 33 s       |
| 2e                     | Cofidis, Solutions Crédits  | France                 | + 2 min 40 s           |
| 3e                     | AG2R La Mondiale            | France                 | + 4 min 04 s           |
| 4e                     | Trek-Segafredo              | États-Unis             | + 11 min 09 s          |
| 5e                     | Riwal Readynez              | Danemark               | + 12 min 56 s          |
| 6e                     | EF Education First          | États-Unis             | + 13 min 47 s          |
| 7e                     | Direct Énergie              | France                 | + 13 min 48 s          |
| 8e                     | Delko-Marseille Provence    | France                 | + 15 min 34 s          |
| 9e                     | Arkéa-Samsic                | France                 | + 15 min 46 s          |
| 10e                    | Androni Giocattoli-Sidermec | Italie                 | + 19 min 17 s          |

| Classement par équipes | Classement par équipes      | Classement par équipes | Classement par équipes |
| Équipe                 | Équipe                      | Pays                   | Temps                  |
| ---------------------- | --------------------------- | ---------------------- | ---------------------- |
| 1re                    | Groupama-FDJ                | France                 | 38 h 01 min 33 s       |
| 2e                     | Cofidis, Solutions Crédits  | France                 | + 2 min 40 s           |
| 3e                     | AG2R La Mondiale            | France                 | + 4 min 04 s           |
| 4e                     | Trek-Segafredo              | États-Unis             | + 11 min 09 s          |
| 5e                     | Riwal Readynez              | Danemark               | + 12 min 56 s          |
| 6e                     | EF Education First          | États-Unis             | + 13 min 47 s          |
| 7e                     | Direct Énergie              | France                 | + 13 min 48 s          |
| 8e                     | Delko-Marseille Provence    | France                 | + 15 min 34 s          |
| 9e                     | Arkéa-Samsic                | France                 | + 15 min 46 s          |
| 10e                    | Androni Giocattoli-Sidermec | Italie                 | + 19 min 17 s          |

### UCI Europe Tour
Ce Tour du Haut-Var attribue des points pour l'UCI Europe Tour 2019, y compris aux coureurs faisant partie d'une équipe ayant un label WorldTeam. De plus la course donne le même nombre de points individuellement à tous les coureurs pour le Classement mondial UCI 2019.
| Position           | 1er | 2e | 3e | 4e | 5e | 6e | 7e | 8e | 9e | 10e | 11e | 12e | 13e à 15e | 16e à 25e |
| Classement général | 125 | 85 | 70 | 60 | 50 | 40 | 35 | 30 | 25 | 20  | 15  | 10  | 5         | 3         |
| Par étape          | 14  | 5  | 3  |    |    |    |    |    |    |     |     |     |           |           |
| Leader, par étape  | 3   |    |    |    |    |    |    |    |    |     |     |     |           |           |

## Évolution des classements
| Étape              | Vainqueur          | Classement général | Classement par points | Classement de la montagne | Classement du meilleur jeune | Classement par équipes |
| ------------------ | ------------------ | ------------------ | --------------------- | ------------------------- | ---------------------------- | ---------------------- |
| 1                  | Sep Vanmarcke      | Sep Vanmarcke      | Sep Vanmarcke         | Julien Bernard            | Lucas Eriksson               | Groupama FDJ           |
| 2                  | Giulio Ciccone     | Giulio Ciccone     | Giulio Ciccone        | Cyril Gautier             | Mathias Le Turnier           | Groupama FDJ           |
| 3                  | Thibaut Pinot      | Thibaut Pinot      | Thibaut Pinot         | Cyril Gautier             | Mathias Le Turnier           | Groupama FDJ           |
| Classements finals | Classements finals | Thibaut Pinot      | Thibaut Pinot         | Cyril Gautier             | Mathias Le Turnier           | Groupama FDJ           |

## Liste des participants
- Liste de départ complète

| Légende                             | Légende                                                                                                  | Légende                                | Légende                                                                                                  |
| ----------------------------------- | --- | -------------------------------------- | --- |
| Num                                 | Dossard de départ porté par le coureur sur ce Tour du Haut-Var                                           | Pos                                    | Position finale au classement général                                                                    |
| Leader du classement général        | Indique le vainqueur du classement général                                                               | Leader du classement par points        | Indique le vainqueur du classement par points                                                            |
| Leader du classement de la montagne | Indique le vainqueur du classement de la montagne                                                        | Leader du classement du meilleur jeune | Indique le vainqueur du classement du meilleur jeune                                                     |
|                                     | Indique un maillot de champion national ou mondial, suivi de sa spécialité                               | #                                      | Indique la meilleure équipe                                                                              |
| NP                                  | Indique un coureur qui n'a pas pris le départ d'une étape, suivi du numéro de l'étape où il s'est retiré | AB                                     | Indique un coureur qui n'a pas terminé une étape, suivi du numéro de l'étape où il s'est retiré          |
| HD                                  | Indique un coureur qui a terminé une étape hors des délais, suivi du numéro de l'étape                   | *                                      | Indique un coureur en lice pour le classement du meilleur jeune (coureurs nés après le 1er janvier 1992) |